# Sphelodon concolor
Sphelodon concolor är en stekelart som beskrevs av Dasch 1988. Sphelodon concolor ingår i släktet Sphelodon och familjen brokparasitsteklar. Inga underarter finns listade i Catalogue of Life.